# Votická
Votická je ulice v Praze 10 spojující ulici Jana Želivského se Šrobárovou. Pro automobily je oboustranně průjezdná pouze v úseku Soběslavská-Květná je pro pěší – nalézá se zde schodiště. Měří asi 140 m. Byla založena v roce 1925 a její název odkazuje na město Votice.